# Матюхинский
Матюхинский — поселок в Суворовском районе Тульской области в составе Юго-Восточного сельского поселения.

## География
Находится в западной части Тульской области на расстоянии приблизительно 17 км на юго-запад по прямой от города Суворов, административного центра района на правобережье Оки.

## История
В конце 1930-х годов здесь было отмечено 25 дворов.

## Население
Постоянное население составляло 10 человек (русские 100%) в 2002 году, 13 в 2010.